# Estlands flåde
Eesti Merevägi (den estiske flåde) er navnet på Estlands flådestyrker. Flåden er de estiske væbnede styrkers maritime del.
Størrelsen på værnet i fredstid er omkring 350 mand, men kan ved krisesituationer mobilisere op til 1.150 mand. Flåden er delt op i en minedivision og en støttedivision.
Eesti Merevägi er ansvarlig for suverænitetshåndhævelse af estisk territorialfarvand.
I krisetider er flåden klar til at forsvare de estiske søveje, havneområder samt at samarbejde med allierede.
Estiske skibe benytter præfikset EML, som står for Eesti Mereväe Laev (Estisk flådeskib), mens der på engelsk benyttes ENS for Estonian Naval Ship, der har samme betydning som det estiske præfiks.

## Historie

### 20. århundrede
I 1998 blev Baltic Naval Squadron, BALTRON (den baltiske eskadre) skabt. Hovedopgaven for BALTRON var at forbedre samarbejdet mellem staterne i Baltikum i de områder, der omhandler søforsvar og sikkerhed. Denne eskadre sikrer, at de baltiske lande er i et konstant beredskab til at yde støtte til NATO-operationer.
Hvert af de tre baltiske lande tilmelder et eller to skibe til BALTRON i bestemte perioder og hvert land stiller en taktisk stab i en periode, der løber et år. At være med til at gøre tjeneste i BALTRON giver både besætninger og stab mulighed for at deltage i internationale øvelser samt operationer, som giver store erfaringer. BALTRON's stabsfaciliteter er beliggende i Estland, når staben ikke sejler.
Fra 1995 har estiske flådeenheder deltaget i mange store internationale øvelser og har udført adskillige operationer i Østersøen, selv om flåden først blev genskabt i 1995 og er en af de mindste officielle flåder i verden. Besætningerne har udvist stort gå-på-mod og fleksibilitet under øvelser med andre lande og har vist sig at være på højde med andre lande indenfor minerydning.

### 21. århundrede
Fra maj 2005 til marts 2006 var EML Admiral Pitka (A230) (det tidligere danske inspektionsskib Beskytteren) flagskib for NATO's 1. stående minerydningsstyrke (SNMCMG1), som er en del af NRF's maritime kapaciteter. ENS Admiral Pitka var det første fartøj fra de baltiske flåder, der blev en del af denne styrke. SNMCMG1 er samtidig den estiske flådes primære funktion i NATO.

## Organisation
Udviklingen af MCM-kapaciteter har højeste prioritet for Eesti Merevägi, også i fredstid. Under 1. og 2. verdenskrig blev der lagt over 80.000 miner i Østersøen. Siden 1995 har den estiske flåde foretaget adskillige minerydningsoperationer i Østersøen i samarbejde med andre flåder i Østersøregionen for at finde disse miner og uskadeliggøre dem, således at skibsfart og fiskeri kan foregå sikkert..
Den estiske flåde benytter et mindre antal skibe og våbensystemer. Siden gendannelsen af Estlands væbnede styrker den 3. september 1991 og den estiske flåde den 1. juli 1993 har der været en enorm udvikling i den estiske flåde. Chefen for de estiske flådestyrker var dengang kommandør Roland Leit, som blev interviewet af Jane's Defence Weekly den 9. juli 1994. Han sagde bittert: "Da den sovjetiske flåde forlod flådebasen i Tallinn saboterede de havnefaciliteterne og sænkede omkring 10 skibe i havnen. De smadrede alle vinduer, radiatorer og det elektriske system. Da de kom i 1939 overtog de alle faciliteterne i god stand, og nu efterlader de et kaos". Han fortsatte: "Vi har intet fået fra den russiske flåde. Patruljebådene af Griff-klassen fik vi ikke fra dem, men købte dem fra et russisk firma, der havde købt dem fra den russiske flåde. Navigations- og radiosystemerne var også ødelagt her, men vi håber at have dem repareret og have skibene i tjeneste inden årets udgang."
Selv om langt de største poster på forsvarsbudgettet siden starten har været oprydning og genopbygning af den militære infrastruktur som russerne efterlod, kan man stadig spore store forbedringer i flådens udstyr og bevæbning.
Estlands væbnede styrker har et relativt lille udvalg af deciderede kampfartøjer. Flåden har dog en række lette kampfartøjer, patruljefartøjer og støtteskibe. De første skibe, der indgik i den estiske flåde i 1993, var hovedsagelig tyske minelæggere og mineryddere. Flådens udstyr er blevet forøget og forbedret år for år de sidste 15 år med tilgangen af nye skibe, enten som våbenhjælp eller indkøbt fra Tyskland, Storbritannien eller Danmark.
Den estiske flåde undergår for tiden en modernisering med fokus på MCM-divisionen. Kampdivisionen vil formentligt først blive moderniseret i perioden mellem 2015 og 2020.

## Fartøjer i den estiske flåde
Der er pr. februar 2015 i alt 4 aktive skibe i flåden, der er organiseret som følger:
- MCM-divisionen
  - 3× Sandown-klassen (minerydningsfartøjer)
    - M313 Admiral Cowan
    - M314 Sakala
    - M315 Ugandi
- Støttedivisonen
  - Lindormen-klassen (dykkerfartøj)
    - A432 Tasuja

## Rangorden

### Officersgruppen
| NATO-rang | Estisk rang                    | Dansk rang               |
| --------- | ------------------------------ | ------------------------ |
| OF-9      | Admiral                        | Admiral                  |
| OF-8      | Viitseadmiral                  | Viceadmiral              |
| OF-7      | Kontradmiral                   | Kontreadmiral            |
| OF-6      | Kommodoor                      | Flotilleadmiral          |
| OF-5      | Mereväekapten                  | Kommandør                |
| OF-4      | Kaptenleitnant                 | Kommandørkaptajn         |
| OF-3      | Kaptenmajor                    | Orlogskaptajn            |
| OF-2      | Vanemleitnant                  | Kaptajnløjtnant          |
| OF-1      | Leitnant Nooremleitnant Lipnik | Premierløjtnant Løjtnant |

### Sergent og meniggruppen
| NATO-rang | Estisk rang             | Dansk rang                   |
| --------- | ----------------------- | ---------------------------- |
| OR-9      | Ülemveebel Staabiveebel | Chefsergent                  |
| OR-8      | Vanemveebel             | Seniorsergent                |
| OR-7      | Veebel                  | Oversergent                  |
| OR-6      | Nooremveebel            |                              |
| OR-5      | Vanemmaat               | Sergent Værnepligtig sergent |
| OR-4      | Maat Nooremmaat         | Korporal                     |
| OR-3      |                         | Marinespecialist             |
| OR-2      | Vanemmadrus             | Marineoverkonstabel          |
| OR-1      | Madrus                  | Marinekonstabel              |